# Espacio de interpolación
En el campo de análisis matemático, un espacio de interpolación es aquel que se encuentra "entre" otros dos espacios de Banach. Las principales aplicaciones figuran en los espacios de Sóbolev, donde los espacios de funciones que tienen un número no entero de derivadas se interpolan a partir de los espacios de funciones con un número entero de derivadas.

## Historia
La teoría de la interpolación de espacios vectoriales comenzó con una observación de Józef Marcinkiewicz, después generalizada y ahora conocida como el teorema de Riesz-Thorin. En términos simples, si una función lineal es continua en un determinado espacio Lp y también en un determinado espacio Lq, entonces también es continua en el espacio Lr, para cualquier r intermedio entre p y q. En otras palabras, Lr es un espacio intermedio entre Lp y Lq.
En el desarrollo de los espacios de Sóbolev, quedó claro que los espacios de traza no eran ninguno de los espacios funcionales habituales (con un número entero de derivadas), y Jacques-Louis Lions descubrió que, de hecho, estos espacios de traza estaban constituidos por funciones que tienen un grado de diferenciabilidad no entero.
Se diseñaron muchos métodos para generar dichos espacios de funciones, incluidos la transformada de Fourier, la interpolación compleja,.
interpolación real,
así como otras herramientas (véase, por ejemplo, cálculo fraccional).

## Ajuste de la interpolación
Se dice que un espacio de Banach X está "incrustado continuamente" en un espacio vectorial topológico de Hausdorff Z cuando X es un subespacio lineal de Z, de modo que la aplicación de inclusión de X en Z es continua. Una pareja compatible (X0, X1) de espacios de Banach consta de dos espacios de Banach X0 y X1 que están continuamente incrustados en el mismo espacio vectorial topológico de Hausdorff Z. El embebido en un espacio lineal Z permite considerar los dos subespacios lineales.
{\displaystyle X_{0}\cap X_{1}}
y
{\displaystyle X_{0}+X_{1}=\left\{z\in Z:z=x_{0}+x_{1},\ x_{0}\in X_{0},\,x_{1}\in X_{1}\right\}.}
La interpolación no depende únicamente de las clases de equivalencia isomorfas (ni isométricas) de X0 y X1. Depende de manera esencial de la posición relativa específica que ocupan X0 y X1 en un espacio mayor Z.
Se pueden definir normas sobre X0 ∩ X1 y X0 + X1 mediante
{\displaystyle \|x\|_{X_{0}\cap X_{1}}:=\max \left(\left\|x\right\|_{X_{0}},\left\|x\right\|_{X_{1}}\right),}
{\displaystyle \|x\|_{X_{0}+X_{1}}:=\inf \left\{\left\|x_{0}\right\|_{X_{0}}+\left\|x_{1}\right\|_{X_{1}}\ :\ x=x_{0}+x_{1},\;x_{0}\in X_{0},\;x_{1}\in X_{1}\right\}.}
Equipadas con estas normas, la intersección y la suma son espacios de Banach. Las siguientes inclusiones son todas continuas:
{\displaystyle X_{0}\cap X_{1}\subset X_{0},\ X_{1}\subset X_{0}+X_{1}.}
La interpolación estudia la familia de espacios X que son espacios intermedios entre X0 y X1 en el sentido de que
{\displaystyle X_{0}\cap X_{1}\subset X\subset X_{0}+X_{1},}
donde las dos aplicaciones de inclusión son continuas.
Un ejemplo de esta situación es el par (L1(R), L∞(R)), donde los dos espacios de Banach están continuamente embebidos en el espacio Z de funciones medibles en la línea real, equipada con la topología de convergencia de la medida. En esta situación, los espacios Lp(R), para 1 ≤ p ≤ ∞, son intermedios entre L1(R) y L∞(R). Más generalmente,
{\displaystyle L^{p_{0}}(\mathbf {R} )\cap L^{p_{1}}(\mathbf {R} )\subset L^{p}(\mathbf {R} )\subset L^{p_{0}}(\mathbf {R} )+L^{p_{1}}(\mathbf {R} ),\ \ {\text{ cuando }}\ \ 1\leq p_{0}\leq p\leq p_{1}\leq \infty ,}
con relaciones inyectivas continuas, de modo que, bajo la condición dada, Lp(R) es intermedio entre Lp0(R) y Lp1(R).
Definición. Dados dos pares compatibles (X0, X1) y (Y0, Y1), un par de interpolación es un par (X, Y) de espacios de Banach con las dos propiedades siguientes:
- El espacio X es intermedio entre X0 y X1, e Y es intermedio entre Y0 e Y1.
- Si L es cualquier operador lineal de X0 + X1 a Y0 + Y1, que asigna continuamente X0 a Y0 y X1 a Y1, entonces también asigna continuamente X a Y.

Se dice que el par de interpolación (X, Y) es de exponente θ (con 0 < θ < 1) si existe una constante C tal que
{\displaystyle \|L\|_{X,Y}\leq C\|L\|_{X_{0},Y_{0}}^{1-\theta }\;\|L\|_{X_{1},Y_{1}}^{\theta }}
para todos los operadores L como se indica arriba. La notación ||L||X,Y es para la norma de L como un aplicación de X a Y. Si C = 1, se dice que (X, Y) es un 'par de interpolación exacto del exponente θ.

## Interpolación compleja
Si los escalares son números complejos, las propiedades de las funciones analíticas complejas se utilizan para definir un espacio de interpolación. Dada una pareja compatible (X0, X1) de espacios de Banach, el espacio lineal {\displaystyle {\mathcal {F}}(X_{0},X_{1})} consta de todas las funciones  f  : C → X0 + X1, que son analíticas en S = {z : 0 < Re(z) < 1}, continuas en S = {z : 0 ≤ Re(z) ≤ 1}, y para las cuales todos los siguientes subconjuntos están acotados:
{ f (z) : z ∈ S} ⊂ X0 + X1,
{ f (it) : t ∈ R} ⊂ X0,
{ f (1 + it) : t ∈ R} ⊂ X1.
Además, {\displaystyle {\mathcal {F}}(X_{0},X_{1})} es un espacio de Banach según la norma
{\displaystyle \|f\|_{{\mathcal {F}}(X_{0},X_{1})}=\max \left\{\sup _{t\in \mathbf {R} }\|f(it)\|_{X_{0}},\;\sup _{t\in \mathbf {R} }\|f(1+it)\|_{X_{1}}\right\}.}
Definición: Para 0 < θ < 1, el espacio de interpolación complejo (X0, X1)θ es el subespacio lineal de X0 + X1 que consta de todos los valores f(θ) cuando f varía en el espacio de funciones anterior,
{\displaystyle (X_{0},X_{1})_{\theta }=\left\{x\in X_{0}+X_{1}:x=f(\theta ),\;f\in {\mathcal {F}}(X_{0},X_{1})\right\}.}
La norma en el espacio de interpolación complejo (X0, X1)θ está definida por
{\displaystyle \ \|x\|_{\theta }=\inf \left\{\|f\|_{{\mathcal {F}}(X_{0},X_{1})}\ :\ f(\theta )=x,\;f\in {\mathcal {F}}(X_{0},X_{1})\right\}.}
Equipado con esta norma, el espacio de interpolación complejo (X0, X1)θ es un espacio de Banach.
Teorema: Dados dos pares compatibles de espacios de Banach (X0, X1) e (Y0, Y1), el par ((X0, X1)θ, (Y0, Y1)θ) es un par de interpolación exacta del exponente θ, es decir, si T : X0 + X1 → Y0 + Y1, es un operador lineal acotado de Xj a Yj, j = 0, 1, entonces T está delimitado de (X0, X1)θ a (Y0, Y1)θ, y además, {\displaystyle \|T\|_{\theta }\leq \|T\|_{0}^{1-\theta }\|T\|_{1}^{\theta }.}
La familia de espacios Lp (que consta de funciones con valores complejos) se comporta bien en condiciones de interpolación compleja. Si (R, Σ, μ) es un espacio métrico arbitrario, si 1 ≤ p0, p1 ≤ ∞ y 0 < θ < 1, entonces
{\displaystyle \left(L^{p_{0}}(R,\Sigma ,\mu ),L^{p_{1}}(R,\Sigma ,\mu )\right)_{\theta }=L^{p}(R,\Sigma ,\mu ),\qquad {\frac {1}{p}}={\frac {1-\theta }{p_{0}}}+{\frac {\theta }{p_{1}}},}
con igualdad de normas. Este hecho está estrechamente relacionado con el teorema de Riesz-Thorin.

## Interpolación real
Hay dos formas de introducir el método de interpolación real. El primero y más comúnmente utilizado cuando se identifican ejemplos de espacios de interpolación es el método K. El segundo método, el método J, proporciona los mismos espacios de interpolación que el método K cuando el parámetro θ está en (0, 1). Que los métodos J y K concuerden es importante para el estudio de duales de espacios de interpolación: básicamente, el dual de un espacio de interpolación construido por el método K parece ser un espacio construido a partir del par dual por el método J (véase más abajo).

### Método K
El método K de interpolación real se puede utilizar para espacios de Banach sobre el cuerpo R de los números reales.
Definición: Sea (X0, X1) un par compatible de espacios de Banach. Para t > 0 y cada x ∈ X0 + X1, sea
{\displaystyle K(x,t;X_{0},X_{1})=\inf \left\{\left\|x_{0}\right\|_{X_{0}}+t\left\|x_{1}\right\|_{X_{1}}\ :\ x=x_{0}+x_{1},\;x_{0}\in X_{0},\,x_{1}\in X_{1}\right\}.}
Cambiar el orden de los dos espacios da como resultado:
{\displaystyle K(x,t;X_{0},X_{1})=tK\left(x,t^{-1};X_{1},X_{0}\right).}
Sea
{\displaystyle {\begin{aligned}\|x\|_{\theta ,q;K}&=\left(\int _{0}^{\infty }\left(t^{-\theta }K(x,t;X_{0},X_{1})\right)^{q}\,{\tfrac {dt}{t}}\right)^{\frac {1}{q}},&&0<\theta <1,1\leq q<\infty ,\\\|x\|_{\theta ,\infty ;K}&=\sup _{t>0}\;t^{-\theta }K(x,t;X_{0},X_{1}),&&0\leq \theta \leq 1.\end{aligned}}}
El método K de interpolación real consiste en tomar Kθ,q(X0, X1)  como el subespacio lineal de X0 + X1 que consta de todos los x tales que ||x||θ,q;K < ∞.

#### Ejemplo
Un ejemplo importante es el de la pareja (L1(R, Σ, μ), L∞(R, Σ, μ)), donde el funcional K(t, f ; L1, L∞) se puede calcular explícitamente. La medida μ se supone σ-finita. En este contexto, la mejor manera de separar la función  f  ∈ L1 + L∞ como suma de dos funciones  f0 ∈ L1  y  f1 ∈ L∞  es, para elegir algún s > 0 como función de t, dejar que  f1(x) esté dado para todos los x ∈ R por
{\displaystyle f_{1}(x)={\begin{cases}f(x)&|f(x)|<s,\\{\frac {sf(x)}{|f(x)|}}&{\text{ en otros casos }}\end{cases}}}
La elección óptima de s conduce a la fórmula
{\displaystyle K\left(f,t;L^{1},L^{\infty }\right)=\int _{0}^{t}f^{*}(u)\,du,}
donde  f ∗ es el reordenamiento decreciente de  f .

### Método J
Al igual que con el método K, el método J se puede utilizar para espacios de Banach reales.
Definición: Sea (X0, X1) un par compatible de espacios de Banach. Para t > 0 y para cada vector x ∈ X0 ∩ X1, sea :{\displaystyle J(x,t;X_{0},X_{1})=\max \left(\|x\|_{X_{0}},t\|x\|_{X_{1}}\right).}
Un vector x en X0 + X1 pertenece al espacio de interpolación Jθ,q(X0, X1) si y solo si se puede escribir como
{\displaystyle x=\int _{0}^{\infty }v(t)\,{\frac {dt}{t}},}
donde v(t) es medible con valores en X0 ∩ X1 y tal que
{\displaystyle \Phi (v)=\left(\int _{0}^{\infty }\left(t^{-\theta }J(v(t),t;X_{0},X_{1})\right)^{q}\,{\tfrac {dt}{t}}\right)^{\frac {1}{q}}<\infty .}
La norma de x en Jθ,q(X0, X1) viene dada por la fórmula
{\displaystyle \|x\|_{\theta ,q;J}:=\inf _{v}\left\{\Phi (v)\ :\ x=\int _{0}^{\infty }v(t)\,{\tfrac {dt}{t}}\right\}.}

### Relaciones entre los métodos de interpolación
Los dos métodos de interpolación real son equivalentes cuando 0 < θ < 1.
Teorema: Sea (X0, X1) un par compatible de espacios de Banach. Si 0 < θ < 1 y 1 ≤ q ≤ ∞, entonces :{\displaystyle J_{\theta ,q}(X_{0},X_{1})=K_{\theta ,q}(X_{0},X_{1}),} con equivalencia de normas.
El teorema cubre casos degenerados que no han sido excluidos: por ejemplo, si X0 y X1 forman una suma directa, entonces la intersección y los espacios J son el espacio nulo, y un cálculo simple muestra que los espacios K también son nulos.
Cuando 0 < θ < 1, se puede hablar, hasta una renormación equivalente, de el espacio de Banach obtenido por el método de interpolación real con los parámetros θ y q. La notación para este espacio de interpolación real es (X0, X1)θ,q. Entonces, se tiene que
{\displaystyle (X_{0},X_{1})_{\theta ,q}=(X_{1},X_{0})_{1-\theta ,q},\qquad 0<\theta <1,1\leq q\leq \infty .}
Para un valor dado de θ, los espacios de interpolación reales aumentan con q: si 0 < θ < 1 y 1 ≤ q ≤ r ≤ ∞, se cumple la siguiente inclusión continua:
{\displaystyle (X_{0},X_{1})_{\theta ,q}\subset (X_{0},X_{1})_{\theta ,r}.}
Teorema: Dados 0 < θ < 1, 1 ≤ q ≤ ∞ y dos pares compatibles (X0, X1) y (Y0, Y1), el par ((X0, X1)θ,q, (Y0, Y1)θ,q) es un par de interpolación exacta del exponente θ.
Un espacio de interpolación complejo no suele ser isomorfo a uno de los espacios dados por el método de interpolación real. Sin embargo, existe una relación general.
Teorema: Sea (X0, X1) un par compatible de espacios de Banach. Si 0 < θ < 1, entonces :{\displaystyle (X_{0},X_{1})_{\theta ,1}\subset (X_{0},X_{1})_{\theta }\subset (X_{0},X_{1})_{\theta ,\infty }.}

#### Ejemplos
Cuando X0 = C([0, 1]) y X1 = C1([0, 1]), el espacio de funciones continuamente diferenciables en [0, 1], el método de interpolación (θ, ∞), para 0 < θ < 1, da el espacio de Hölder C0,θ del exponente θ. Esto se debe a que el K-funcional K(f, t; X0, X1) de esta pareja es equivalente a
{\displaystyle \sup \left\{|f(u)|,\,{\frac {|f(u)-f(v)|}{1+t^{-1}|u-v|}}\ :\ u,v\in [0,1]\right\}.}
Aquí solo son interesantes los valores 0 < t < 1.
La interpolación real entre espacios Lp genera la familia del espacio de Lorentz. Suponiendo que 0 < θ < 1 y 1 ≤ q ≤ ∞, se tiene:
{\displaystyle \left(L^{1}(\mathbf {R} ,\Sigma ,\mu ),L^{\infty }(\mathbf {R} ,\Sigma ,\mu )\right)_{\theta ,q}=L^{p,q}(\mathbf {R} ,\Sigma ,\mu ),\qquad {\text{ donde }}{\tfrac {1}{p}}=1-\theta ,}
con normas equivalentes. Esto se deduce de la desigualdad de Hardy y del valor dado anteriormente del K-funcional para esta pareja compatible. Cuando q = p, el espacio de Lorentz Lp,p es igual a Lp, hasta la renormación. Cuando q = ∞, el espacio de Lorentz Lp,∞ es igual al espacio Lp débil.

## Teorema de reiteración
Un espacio intermedio X de la pareja compatible (X0, X1) se dice que es de clase θ si
{\displaystyle (X_{0},X_{1})_{\theta ,1}\subset X\subset (X_{0},X_{1})_{\theta ,\infty },}
con inyecciones continuas. Además de todos los espacios de interpolación reales (X0, X1)θ,q con parámetros θ y 1 ≤ q ≤ ∞, el espacio de interpolación complejo (X0, X1)θ es un espacio intermedio de clase θ de la pareja compatible (X0, X1).
Los teoremas de reiteración dicen, en esencia, que interpolar con un parámetro θ se comporta, de alguna manera, como formar una combinación convexa a = (1 − θ)x0 + θx1: tomando una combinación convexa adicional de dos combinaciones convexas se obtiene otra combinación convexa.
Teorema. Sean A0, A1 espacios intermedios de la pareja compatible (X0, X1), de clase θ0 y θ1 respectivamente, con 0 < θ0 ≠ θ1 < 1. Cuando 0 < θ < 1 y 1 ≤ q ≤ ∞, se tiene que: {\displaystyle (A_{0},A_{1})_{\theta ,q}=(X_{0},X_{1})_{\eta ,q},\qquad \eta =(1-\theta )\theta _{0}+\theta \theta _{1}.}
Es notable que al interpolar con el método real entre A0 = (X0, X1)θ0,q0 y A1 = (X0, X1)θ1,q1, solo importan los valores de θ0 y θ1. Además, A0 y A1 pueden ser espacios de interpolación complejos entre X0 y X1, con parámetros θ0 y θ1 respectivamente.
También existe un teorema de reiteración para el método complejo.
Teorema: Sea (X0, X1) un par compatible de espacios de Banach complejos y supóngase que X0 ∩ X1 es denso en X0 y en X1. Sean A0 = (X0, X1)θ0 y A1 = (X0, X1)θ1, donde 0 ≤ θ0 ≤ θ1 ≤ 1. Supóngase además que X0 ∩ X1 es denso en A0 ∩ A1. Entonces, por cada 0 ≤ θ ≤ 1, :{\displaystyle \left(\left(X_{0},X_{1}\right)_{\theta _{0}},\left(X_{0},X_{1}\right)_{\theta _{1}}\right)_{\theta }=(X_{0},X_{1})_{\eta },\qquad \eta =(1-\theta )\theta _{0}+\theta \theta _{1}.}
La condición de densidad siempre se cumple cuando X0 ⊂ X1 o X1 ⊂ X0.

## Dualidad
Sea (X0, X1) una pareja compatible y supóngase que X0 ∩ X1 es denso en X0 y en X1. En este caso, la aplicación de restricción del dual (continuo) {\displaystyle X'_{j}} de Xj, j = 0, 1, al dual de X0 ∩ X1 guarda una relación uno a uno. De ello se deduce que el par de duales {\displaystyle \left(X'_{0},X'_{1}\right)} es un par compatible continuamente embebido en el dual (X0 ∩ X1)′.
Para el método de interpolación complejo, se cumple el siguiente resultado de dualidad:
Teorema: Sea (X0, X1) un par compatible de espacios de Banach complejos y supóngase que X0 ∩ X1 es denso en X0 y en X1. Si X0 y X1 son reflexivos, entonces el dual del espacio de interpolación complejo se obtiene interpolando los duales, :{\displaystyle ((X_{0},X_{1})_{\theta })'=\left(X'_{0},X'_{1}\right)_{\theta },\qquad 0<\theta <1.}
En general, el dual del espacio (X0, X1)θ es igual a {\displaystyle \left(X'_{0},X'_{1}\right)^{\theta },} un espacio definido por una variante del método complejo. El θ superior y el  θ inferior de los distintos métodos no coinciden en general, pero sí si al menos uno de los dos espacios X0, X1 es reflexivo.
Para el método de interpolación real, la dualidad se cumple siempre que el parámetro q sea finito:
Teorema: Sean 0 < θ < 1, 1 ≤ q < ∞ y (X0, X1) un par compatible de espacios reales de Banach. Supóngase que X0 ∩ X1 es denso en X0 y en X1. Entonces :{\displaystyle \left(\left(X_{0},X_{1}\right)_{\theta ,q}\right)'=\left(X'_{0},X'_{1}\right)_{\theta ,q'},} donde {\displaystyle {\tfrac {1}{q'}}=1-{\tfrac {1}{q}}.}

## Definiciones discretas
Dado que la función t → K(x, t) varía regularmente (está aumentando, pero 1tK(x, t) está disminuyendo), la definición de la norma Kθ,q de un vector n, previamente dada por una integral, es equivalente a una definición dada por una serie. Esta serie se obtiene rompiendo (0, ∞) en pedazos (2n, 2n+1) de igual tamaño para la medida dtt,
{\displaystyle \|x\|_{\theta ,q;K}\simeq \left(\sum _{n\in \mathbf {Z} }\left(2^{-\theta n}K\left(x,2^{n};X_{0},X_{1}\right)\right)^{q}\right)^{\frac {1}{q}}.}
En el caso especial en el que X0 está embebido continuamente en X1, se puede omitir la parte de la serie con índices negativos n. En este caso, cada una de las funciones x → K(x, 2n; X0, X1) define una norma equivalente en X1.
El espacio de interpolación (X0, X1)θ,q es un "subespacio diagonal" de una suma ℓ q de una secuencia de espacios de Banach (cada uno de ellos isomorfo a X0 + X1). Por lo tanto, cuando q es finito, el dual de (X0, X1)θ,q es un cociente de la ℓ p-suma de los duales, 1p + 1q = 1, lo que lleva a la siguiente fórmula para la norma Jθ,p discreta de una x funcional en el dual de (X0, X1)θ,q:
{\displaystyle \|x'\|_{\theta ,p;J}\simeq \inf \left\{\left(\sum _{n\in \mathbf {Z} }\left(2^{\theta n}\max \left(\left\|x'_{n}\right\|_{X'_{0}},2^{-n}\left\|x'_{n}\right\|_{X'_{1}}\right)\right)^{p}\right)^{\frac {1}{p}}\ :\ x'=\sum _{n\in \mathbf {Z} }x'_{n}\right\}.}
La fórmula habitual para la norma Jθ,p discreta se obtiene cambiando n por −n.
La definición discreta facilita el estudio de varias cuestiones, entre las que destaca la ya mencionada identificación del dual. Otras cuestiones similares son la compacidad o la falta de compacidad de los operadores lineales. Lions y Peetre han demostrado que:
Teorema: Si el operador lineal T es compacto de X0 a un espacio de Banach Y y está acotado de X1 a Y, entonces T es compacto de (X0, X1)θ,q a Y cuando 0 < θ < 1, 1 ≤ q ≤ ∞.
Davis, Figiel, Johnson y Pełczyński utilizaron la interpolación en su demostración del siguiente resultado:
Teorema: Un operador lineal acotado entre dos espacios de Banach es débilmente compacta si y solo si se factoriza a través de un espacio reflexivo.

### Método de interpolación general
El espacio ℓ q usado para la definición discreta se puede reemplazar por un espacio secuencial Y arbitrario con bases incondicionales, y los pesos an = 2−θn, bn = 2(1−θ)n, que se usan para la norma Kθ,q, se pueden reemplazar por pesos generales
{\displaystyle a_{n},b_{n}>0,\ \ \sum _{n=1}^{\infty }\min(a_{n},b_{n})<\infty .}
El espacio de interpolación K(X0, X1, Y, {an}, {bn}) consta de los vectores x en X0 + X1 tales que
{\displaystyle \|x\|_{K(X_{0},X_{1})}=\sup _{m\geq 1}\left\|\sum _{n=1}^{m}a_{n}K\left(x,{\tfrac {b_{n}}{a_{n}}};X_{0},X_{1}\right)\,y_{n}\right\|_{Y}<\infty ,}
donde {yn} es la base incondicional de Y. Este método abstracto se puede utilizar, por ejemplo, para demostrar el siguiente resultado:
Teorema: Un espacio de Banach con base incondicional es isomorfo a un subespacio complementado de un espacio con bases simétricas.

## Interpolación de los espacios de Sóbolev y Besov
Hay varios resultados de interpolación disponibles para espacios de Sóbolev y espacios de Besov en 'Rn,
{\displaystyle {\begin{aligned}&H_{p}^{s}&&s\in \mathbf {R} ,1\leq p\leq \infty \\&B_{p,q}^{s}&&s\in \mathbf {R} ,1\leq p,q\leq \infty \end{aligned}}}
Estos espacios son de funciones medibles en Rn cuando s ≥ 0, y de distribuciones temperadas en Rn cuando s < 0. Para el resto de la sección, se utilizará la siguiente configuración y notación:
{\displaystyle {\begin{aligned}0&<\theta <1,\\1&\leq p,p_{0},p_{1},q,q_{0},q_{1}\leq \infty ,\\s,&s_{0},s_{1}\in \mathbf {R} ,\\s_{\theta }&=(1-\theta )s_{0}+\theta s_{1},\\[4pt]{\frac {1}{p_{\theta }}}&={\frac {1-\theta }{p_{0}}}+{\frac {\theta }{p_{1}}},\\[4pt]{\frac {1}{q_{\theta }}}&={\frac {1-\theta }{q_{0}}}+{\frac {\theta }{q_{1}}}.\end{aligned}}}
La interpolación compleja funciona bien en la clase de espacios de Sóbolev {\displaystyle H_{p}^{s}} (los espacios potenciales de Bessel), así como en espacios de Besov:
{\displaystyle {\begin{aligned}\left(H_{p_{0}}^{s_{0}},H_{p_{1}}^{s_{1}}\right)_{\theta }&=H_{p_{\theta }}^{s_{\theta }},&&s_{0}\neq s_{1},1<p_{0},p_{1}<\infty .\\\left(B_{p_{0},q_{0}}^{s_{0}},B_{p_{1},q_{1}}^{s_{1}}\right)_{\theta }&=B_{p_{\theta },q_{\theta }}^{s_{\theta }},&&s_{0}\neq s_{1}.\end{aligned}}}
La interpolación real entre espacios de Sóbolev puede dar espacios de Besov, excepto cuando s0 = s1,
{\displaystyle \left(H_{p_{0}}^{s},H_{p_{1}}^{s}\right)_{\theta ,p_{\theta }}=H_{p_{\theta }}^{s}.}
Cuando s0  ≠ s1 pero p0 = p1, la interpolación real entre espacios de Sóbolev da un espacio de Besov:
{\displaystyle \left(H_{p}^{s_{0}},H_{p}^{s_{1}}\right)_{\theta ,q}=B_{p,q}^{s_{\theta }},\qquad s_{0}\neq s_{1},}
y también
{\displaystyle {\begin{aligned}\left(B_{p,q_{0}}^{s_{0}},B_{p,q_{1}}^{s_{1}}\right)_{\theta ,q}&=B_{p,q}^{s_{\theta }},&&s_{0}\neq s_{1}.\\\left(B_{p,q_{0}}^{s},B_{p,q_{1}}^{s}\right)_{\theta ,q}&=B_{p,q_{\theta }}^{s}.\\\left(B_{p_{0},q_{0}}^{s_{0}},B_{p_{1},q_{1}}^{s_{1}}\right)_{\theta ,q_{\theta }}&=B_{p_{\theta },q_{\theta }}^{s_{\theta }},&&s_{0}\neq s_{1},p_{\theta }=q_{\theta }.\end{aligned}}}